# Casper Sloth
Casper Sloth est un footballeur international danois, né le 26 mars 1992 à Brabrand. Il évolue au poste de milieu offensif au Silkeborg IF .

## Biographie
Le 4 juillet 2016, il rejoint Aalborg.

## Palmarès
- AGF Århus
  - Vainqueur de la 1st Division (D2 danoise) en 2011.

## Statistiques
| Saison    | Club         | Pays         | Championnat        | Coupes nationales | Coupes d'Europe | Danemark |
| --------- | ------------ | ------------ | ------------------ | ----------------- | --------------- | -------- |
| 2009-2010 | AGF Århus    | SAS Ligaen   | 14 matchs / 2 buts | -                 | -               | -        |
| 2010-2011 | AGF Århus    | 1st Division | 19 matchs          | 2 matchs          | -               | -        |
| 2011-2012 | AGF Århus    | SAS Ligaen   | 26 matchs / 1 but  | 1 match           | -               | -        |
| 2012-2013 | AGF Århus    | SAS Ligaen   | 29 matchs / 1 but  | 2 matchs          | 1 match (C3)    | 4 matchs |
| 2013-2014 | AGF Århus    | SAS Ligaen   | 31 matchs / 5 buts | 2 matchs          | -               | 6 matchs |
| 2014-2015 | AGF Århus    | SAS Ligaen   | 4 matchs           | -                 | -               | -        |
| 2014-2015 | Leeds United | Championship | 13 matchs          | 1 match           | -               | -        |
| 2015-2016 | Leeds United | Championship | -                  | -                 | -               | -        |
| 2016-2017 | Ålborg BK    | SAS Ligaen   | 18 matchs          | 2 matchs          | -               | -        |

Dernière mise à jour le 11/03/2017